# Argento vivo (film 1933)
Argento vivo (Bombshell) è un film del 1933 diretto da Victor Fleming.
È una commedia a sfondo drammatico e romantico statunitense con Jean Harlow, Lee Tracy e Frank Morgan. È basato sull'opera teatrale  Bombshell di Caroline Francke e Mack Crane.

## Trama
Lola Burns, una celebre star del cinema, vive una vita caotica, costantemente circondata da persone che cercano di approfittarsi di lei. La sua famiglia, composta da un fratello alcolizzato e un padre disorganizzato, vive sulle sue spalle, mentre lo studio cinematografico la sottopone a continue richieste. Space Hanlon, il capo delle pubbliche relazioni dello studio, alimenta i pettegolezzi sul suo conto per mantenere alta l’attenzione del pubblico, causando in Lola un misto di frustrazione e rabbia.
A complicare ulteriormente la situazione ci sono problemi con la censura, che obbliga Lola a girare nuovamente alcune scene del suo ultimo film, "Red Dust", e un complicato intreccio amoroso. Tra un ex fidanzato regista, Jim Brogan, in cerca di lavoro, e il suo attuale compagno, il marchese Hugo, Lola si trova a gestire continui conflitti. Space, geloso di Hugo, orchestra persino il suo arresto da parte delle autorità per immigrazione, fingendo poi di non sapere nulla. Lola, desiderosa di una svolta nella sua vita, decide di adottare un bambino ma i suoi tentativi di dimostrare di essere una buona madre vengono sabotati dal comportamento disastroso della sua famiglia e dagli intrighi di Space, che non esita a sfruttare ogni occasione per creare nuovi scandali. Frustrata, Lola annuncia il suo ritiro dal cinema e si rifugia in una località tranquilla, dove viene corteggiata da Gifford Middleton, un aristocratico di Boston. Tuttavia, Space interviene nuovamente, smascherando la vera natura opportunistica di Gifford e costringendo Lola a rivedere le sue decisioni. Alla fine, Lola comprende il suo posto nel mondo e decide di tornare a Hollywood ma non prima di affrontare Space per tutte le sue manipolazioni. Sebbene tra i due ci sia una chiara tensione romantica, il loro rapporto rimane intriso di conflitti. Lola, ora più consapevole di sé e del suo valore, affronta il caos della sua vita con una nuova determinazione, pronta a prendere il controllo del proprio destino. La sua storia si chiude con una nota di speranza e ironia, lasciando intravedere una riconciliazione con il mondo che la circonda.

## Produzione
Il film, diretto da Victor Fleming su una sceneggiatura di John Lee Mahin, Jules Furthman e Norman Krasna (quest'ultimo non accreditato) e un soggetto di Caroline Francke e Mack Crane (autori dell'opera teatrale), fu prodotto da per la Metro-Goldwyn-Mayer e girato a Los Angeles, nei Metro-Goldwyn-Mayer Studios a Culver City (California) e a Tucson (Arizona), dal 7 agosto a metà settembre 1933.

## Distribuzione
Il film fu distribuito con il titolo Bombshell negli Stati Uniti dal 13 ottobre 1933 al cinema dalla Metro-Goldwyn-Mayer. È stato poi redistribuito anche con il titolo  Blonde Bombshell.
Altre distribuzioni:
- in Svezia il 6 ottobre 1934
- in Francia il 28 dicembre 1934 (Mademoiselle Volcan)
- in Germania Ovest l'11 settembre 1988 (in TV)
- negli Stati Uniti il 14 febbraio 2013 (New York Film Forum)
- in Austria (Ich bin eine anständige Frau)
- in Brasile (Mademoiselle Dinamite)
- in Germania (Sexbombe)
- in Spagna (Polvorilla)
- nel Regno Unito (Blonde Bombshell)
- in Grecia (Xanthos peirasmos)
- in Ungheria (Szexbomba)
- in Italia (Argento vivo)

## Accoglienza

### Critica
Secondo il Morandini è "film più comico" di Fleming. Secondo Leonard Maltin il film è una "devastante satira sulla Hollywood anni trenta".